# Nikolai Michailowitsch Mischutschkow

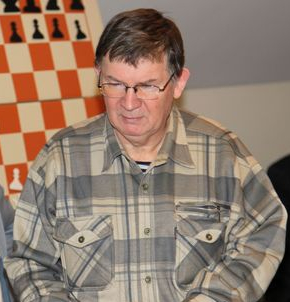
Nikolai Mischutschkow, 2015

Nikolai Michailowitsch Mischutschkow (russisch Николай Михайлович Мишучков, beim Weltschachbund FIDE Nikolai M. Mishuchkov; * 28. Februar 1946 in Wolchow) ist ein russischer Schachspieler.

## Leben
Mischutschkow begann als Elfjähriger mit dem Schachspiel. 1960 gewann er zum ersten Mal die Wolchower Stadtmeisterschaft. Nach dem Qualifikationsturnier zur russischen Jugendmeisterschaft in Kaspijsk 1964 wurde er Meisteranwärter. Im selben Jahr holte er mit 9 Punkten aus 10 den Sieg im Finale, das in Wladimir ausgetragen wurde. Der damals noch sehr junge Anatoli Karpow wurde in diesem Turnier geteilter Dritter. Nach dem Schulabschluss absolvierte Mischutschkow ein Studium am Leningrader Militär-Mechanischen Institut.
In der Jugendmeisterschaft der sowjetischen Streitkräfte 1966 in Moskau, die von Alvis Vītoliņš gewonnen wurde, belegte er den dritten Platz. 1973 teilte er sich den fünften Platz mit Igor Iwanow bei der Stadtmeisterschaft von Leningrad. In der letzten Runde remisierte er eine Partie mit dem Sieger Mark Taimanow und erfüllte mit 8 Punkten aus 14 die Norm für den Titel Meister des Sports der UdSSR. 1978 triumphierte Mischutschkow mit der Auswahl der Oblast Leningrad in der Spartakiade der Völker der RSFSR in Krasnodar, er selbst belegte den geteilten zehnten Platz in Einzelwertung. Im September 1978 spielte er bei einem internationalen Turnier in Primorsko mit und wurde geteilter Dritter mit 9,5 Punkten aus 15, die Norm eines internationalen Meisters verfehlte er um einen halben Punkt.
Erst im fortgeschrittenen Alter spielte er wieder regelmäßig Schach. Mehrfach erreichte er vordere Plätze in den russischen Seniorenmeisterschaften. 2009 wurde er Dritter hinter Witali Zeschkowski und Alexander Filippenko in Lesnoi Gorodok. Zu diesem Zeitpunkt war Mischutschkow als Spezialist in der Abteilung für Zivilschutz und Ausnahmesituationen beim Wasserkraftwerk Wolchow tätig. Im April 2011 holte er in Courmayeur Silber in der europäischen Seniorenmeisterschaft im Schnellschach. Im nächsten Monat gewann er mit der russischen Auswahl die europäische Mannschaftsmeisterschaft der Senioren in Thessaloniki, diesen Erfolg wiederholte er 2012 in Rogaška Slatina, 2015 (mit Sankt Petersburg) in Wien und 2016 (65+) in Chalkidiki. Die Mannschaftsweltmeisterschaft der Senioren (über 65 Jahre) gewann er 2014 mit Sankt Petersburg in Vilnius und 2015 mit Russland in Dresden. 2011 wurde er Internationaler Meister, die dafür erforderlichen Normen erspielte er sich beim Tschigorin-Gedenkturnier 2010 in Sankt Petersburg, beim Chess Summer 2011-Festival in Olmütz und beim X. Georgiev-Kesarovski-Gedenkturnier 2011 in Sonnenstrand.
Seine Elo-Zahl beträgt 2251 (Stand: August 2021), seine höchste Elo-Zahl von 2435 erreichte er im März 2012.